# 浦添市
浦添市（うらそえし、沖縄語: ウラシー）は、沖縄本島の南部地域と中部地域の境目にある市で、琉球王国の古都。那覇市、沖縄市、うるま市に次いで沖縄県内で4番目に人口が多い市である。

## 概要

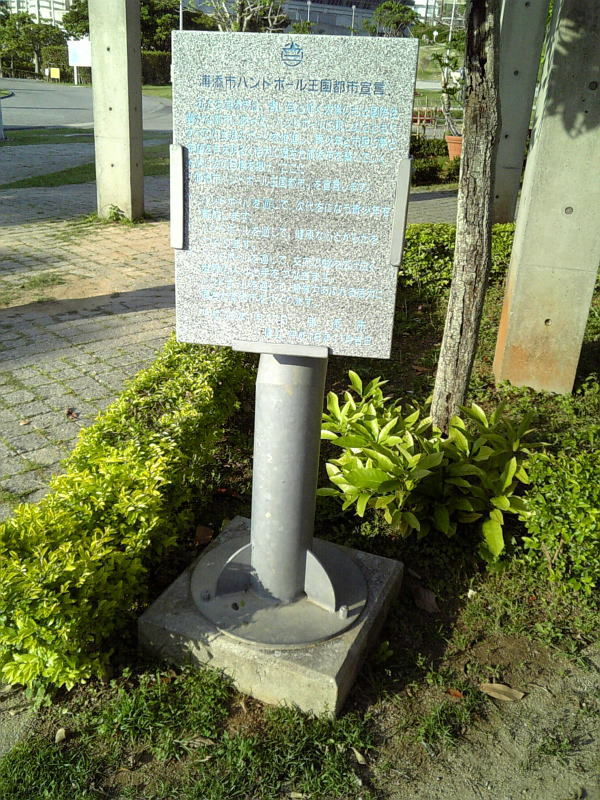
ハンドボール王国都市宣言碑

全国的にも高い出生率で、那覇市と隣接するため人口増加が著しく、人口密度は5,943 人/km2（2024年7月1日現在）と県内では那覇市に次いで2番目に高い。なお、市の総面積の14.3%を治外法権の米軍基地で占められており、その面積を除くと人口密度は6,828 人/km2（2016年2月29日現在）となる。県内でも有数の商業、工業が活発な市である。
琉球王朝発祥の地であり、「津々浦々をおそう（諸国を支配する）」という意味で、それが「ウラオソイ」、されに転じて「ウラシイ」となり、現在のような「浦添」の文字が与えられたとされている。また源為朝の妻子が、都に戻った夫を待ち続け住んでいた港が「待港」と呼ばれ、のちに転訛したのが「牧港」である。
12世紀から14世紀の約220年間、浦添城（現在は浦添城址）を中心に琉球王国の首都として栄えた。その時の王「英祖王」の父が太陽であったという伝説があり、それにちなんで沖縄の方言で太陽を意味する「てぃだ」と、その太陽の子供を意味する「こ」を合わせ「てだこ」と呼ばれる。それにより別名「てだこの街」と呼ばれることもあり、行事などにもその名称をつけることが多い。
沖縄戦では同市から宜野湾市にかけて、中央司令部であった首里城を守るため攻防戦がはられたため激戦地となった。戦後、西海岸地区は米軍基地となっている。
また、2004年1月に「ハンドボール王国都市宣言」を行い、市内の全公立小中学校にハンドボール部があるなど、日本でも有数のハンドボールの盛んな土地である。

## 地理

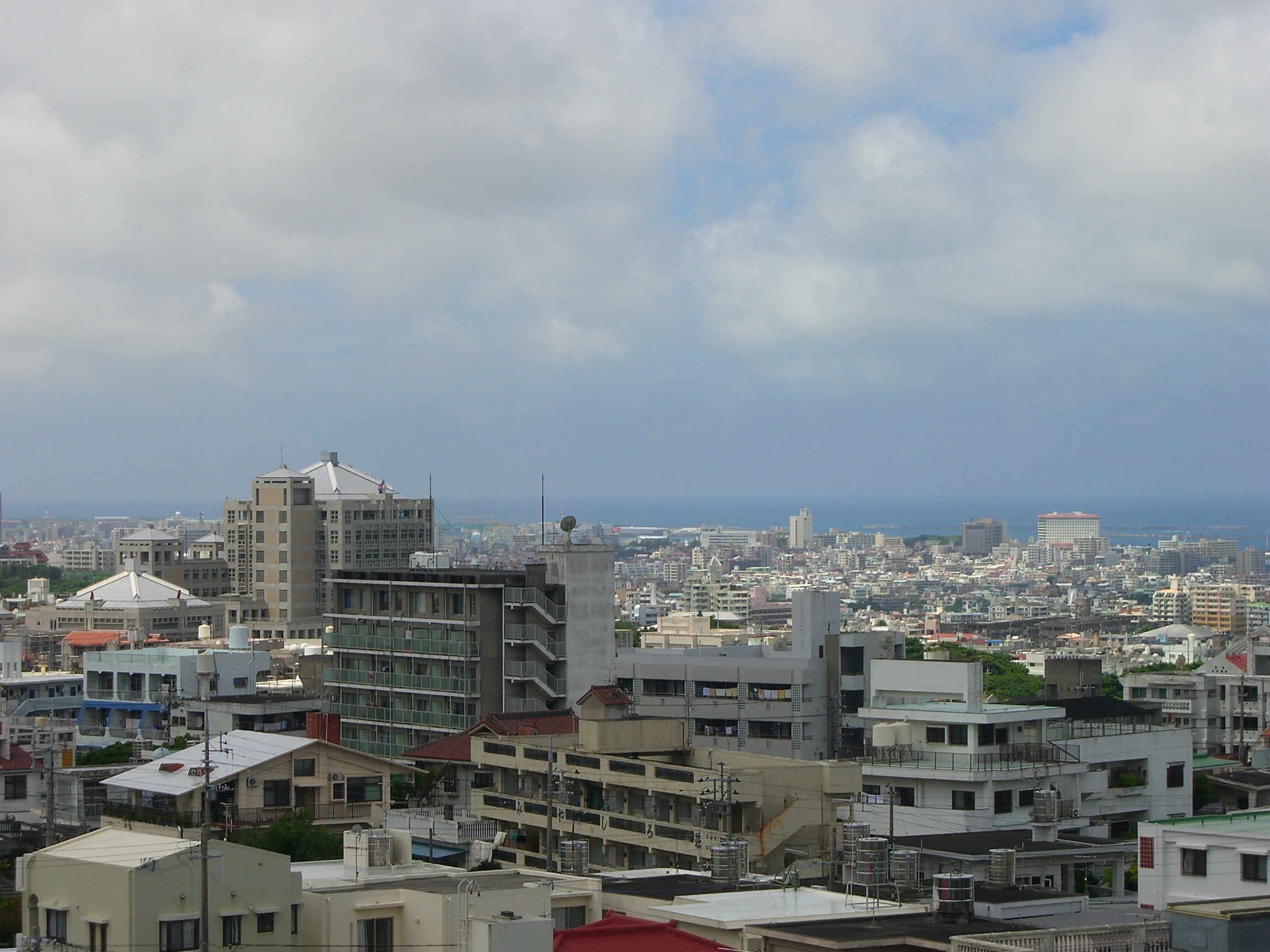
浦添市役所と市街の様子

沖縄本島の南側に位置し、東シナ海に面する西海岸沿いにあって、南は那覇市、北は宜野湾市、東は西原町と2市1町と接している。市域（飛地を含む）は、東西8.4 km、南北4.6 kmで、北を頂点として南西と南東に広がった扇状の形をしている。
2022年（令和2年）10月1日現在の総面積は19.44 km2である。埋立地面積の編入が続いており、2018年（平成30年）9月20日には港川の公用水面埋立ての面積が編入された。
西側の東シナ海と接しているところはアメリカ海兵隊の兵站基地「牧港補給地区（英: Camp Kinser）」が占めている。また浦添ふ頭・沖縄県中央卸売市場として使用されている伊奈武瀬地区は飛地である。

### 隣接している自治体
- 那覇市（1954年8月まで南東隣が首里市、1957年まで南隣が真和志市）
- 宜野湾市
- 西原町

## 歴史

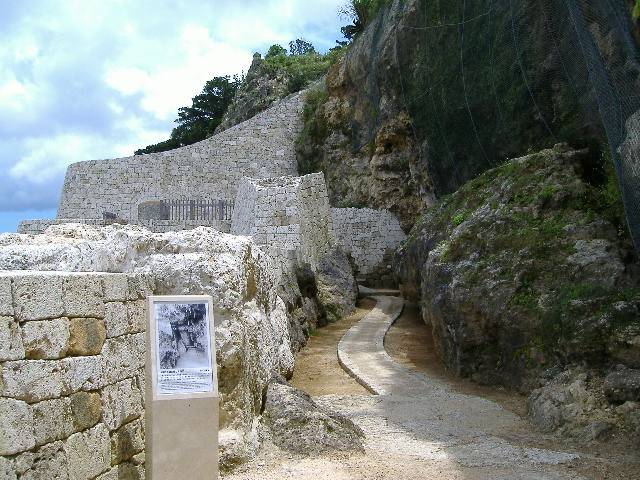
浦添ようどれ

歴史は古く、13世紀ごろに登場する英祖王統の中心地として栄え、14世紀末に察度王統が尚巴志王によって滅ぼされるまで中山王国の首都であった。
太平洋戦争中の1944年（昭和19年）に日本陸軍沖縄南飛行場（別称、仲西飛行場、又は城間飛行場）が建設されるが、米軍の攻撃と上陸に合い飛行機が一機も飛び立つ事も無く放置されて沖縄戦を終えた。
その後、米軍が同飛行場を占拠後、牧港補給基地（通称、キャンプキンザー）を建設して、21世紀の現在も基地として使用している。
戦後、那覇市のベッドタウンとなり人口が急激に増加。1970年に浦添村から町を経ずに浦添市となり、1998年1月に人口10万人を超えた。

### 年表
- 1671年 - 浦添間切北部9村を宜野湾間切（現在の宜野湾市）として分離。
- 1737年 - 棚原を西原間切（現在の西原町）に編入。
- 1xxx年　- 親富祖と屋富祖が合併し屋富祖となり、饒平名と宮城が合併し宮城となる。
- 1887年 - 浦添小学校が開校。
- 1896年 - 中頭郡に編入。
- 1908年 - 浦添間切から浦添村へ改名。村制施行後、当山・経塚・港川・佐久川（現大平）が字として分立、18字となる。
- 1922年 - 沖縄県営鉄道が開通。内間駅、城間駅を設置。
- 1935年 - 伊祖神社を建設。
- 1945年 - 沖縄戦により市民（当時は村民）の約半分（44.6%）が犠牲。
- 1946年 - 市民（当時は村民）の大半が米軍の捕虜として仲間の収容所へ移動。
- 1947年 - 戦争遺骨を納めた浦和の塔の建設。
- 1949年 - 牧港補給地区内にあった小湾集落の住民が宮城クモト原に移住。
- 1950年 - 米軍基地「牧港補給地区」（キャンプ・キンザー）の建設開始。
- 1958年 - 流通拠点を作るために勢理客城門原の埋立事業着工。あらゆる商工業企業が進出。（西洲 41.7ha）
- 1970年 - 浦添村から浦添市へ改名。
- 1971年 - 琉球政府道41号線（現国道330号）のバイパスの古島IC-大平IC間が部分開通したのに伴い大平周辺が発展。
- 1972年 - 沖縄本土復帰。沖縄県の再設立。
- 1978年 - 第1回てだこまつり開催。
- 1981年 - 宮城公園開園。
- 1984年 - 沖縄国際センターが完成。
- 1985年 - 内間・伊祖間のパイプライン返還。ASEAN諸国などの人材育成や国際交流などを目的として沖縄国際センターが前田に開館。
- 1990年 - 浦添市美術館が開館。
- 1998年 - 市の人口が10万人に到達。
- 2000年 - プロ野球東京ヤクルトスワローズが春季キャンプ開始。
- 2002年 - 市内をエリアとするコミュニティFM局・FM21が開局。
- 2004年1月 - 国立劇場おきなわが完成
- 2005年11月 - 米陸軍工兵隊沖縄事務所跡地にショッピングモール「バークレーズコート」開店。
- 2006年3月31日 - 浦添市民会館が閉館。
- 2006年4月1日 - 市内全小中学校で2学期制が始まる。
- 2006年4月29日 - 大型ショッピングセンター「浦添ショッピングセンター」が元ダイエー浦添店跡地に開店。
- 2007年4月28日 - 浦添市てだこホールが開館。
- 2007年8月15日 - 浦添市へのモノレール延長を目指す浦添市民総決起大会が開催。
- 2008年11月19日 - ショッピングセンターサンエー経塚シティが開店。
- 2019年6月27日 - ショッピングセンターサンエー浦添西海岸 PARCO CITYが開店。
- 2019年10月1日 - 沖縄都市モノレール（ゆいレール）が浦添市内に延伸開業。経塚駅、浦添前田駅、てだこ浦西駅の3駅が前田地区に設置。

## 地域

### 人口
| |                                        |  |
| 浦添市と全国の年齢別人口分布（2005年） | 浦添市の年齢・男女別人口分布（2005年） |  |
| ■紫色 ― 浦添市 ■緑色 ― 日本全国 | ■青色 ― 男性 ■赤色 ― 女性              |  |
| 浦添市（に相当する地域）の人口の推移 \| 1970年（昭和45年） \| 41,768人 \| \| \| 1975年（昭和50年） \| 59,289人 \| \| \| 1980年（昭和55年） \| 70,282人 \| \| \| 1985年（昭和60年） \| 81,611人 \| \| \| 1990年（平成2年） \| 89,994人 \| \| \| 1995年（平成7年） \| 96,002人 \| \| \| 2000年（平成12年） \| 102,734人 \| \| \| 2005年（平成17年） \| 106,049人 \| \| \| 2010年（平成22年） \| 110,351人 \| \| \| 2015年（平成27年） \| 114,232人 \| \| \| 2020年（令和2年） \| 115,690人 \| \| |                                        |  |
| 総務省統計局 国勢調査より |                                        |  |
| 1970年（昭和45年） | 41,768人                               |  |
| 1975年（昭和50年） | 59,289人                               |  |
| 1980年（昭和55年） | 70,282人                               |  |
| 1985年（昭和60年） | 81,611人                               |  |
| 1990年（平成2年） | 89,994人                               |  |
| 1995年（平成7年） | 96,002人                               |  |
| 2000年（平成12年） | 102,734人                              |  |
| 2005年（平成17年） | 106,049人                              |  |
| 2010年（平成22年） | 110,351人                              |  |
| 2015年（平成27年） | 114,232人                              |  |
| 2020年（令和2年） | 115,690人                              |  |

### 現行行政町名一覧
浦添市では、住居表示に関する法律に基づく住居表示が実施されている。町名については西洲を除き住居表示実施済みであり、住居表示実施は町名設置と同時に行われている。
| 町名           | 町名の読み | 新設年月日     | 廃止年月日     | 新設前の町名等                                             | 備考 |
| -------------- | ---------- | -------------- | -------------- | ---------------------------------------------------------- | ---- |
| 字仲間         | なかま     | 1908年4月1日   | 現存           |                                                            |      |
| 字安波茶       | あはちゃ   | 1908年4月1日   | 1999年12月13日 |                                                            |      |
| 字伊祖         | いそ       | 1908年4月1日   | 2005年11月28日 |                                                            |      |
| 字牧港         | まきみなと | 1908年4月1日   | 現存           |                                                            |      |
| 字城間         | ぐすくま   | 1908年4月1日   | 現存           |                                                            |      |
| 字屋富祖       | やふそ     | 1908年4月1日   | 現存           |                                                            |      |
| 字宮城         | みやぎ     | 1908年4月1日   | 現存           |                                                            |      |
| 字仲西         | なかにし   | 1908年4月1日   | 現存           |                                                            |      |
| 字小湾         | こわん     | 1908年4月1日   | 現存           |                                                            |      |
| 字勢理客       | じっちゃく | 1908年4月1日   | 2001年11月26日 |                                                            |      |
| 字内間         | うちま     | 1908年4月1日   | 2008年11月25日 |                                                            |      |
| 字沢岻         | たくし     | 1908年4月1日   | 現存           |                                                            |      |
| 字前田         | まえだ     | 1908年4月1日   | 現存           |                                                            |      |
| 字西原         | にしはら   | 1908年4月1日   | 2005年11月28日 |                                                            |      |
| 字港川         | みなとがわ | 1947年         | 現存           | 字牧港、字城間の各一部                                     |      |
| 字経塚         | きょうづか | 1947年         | 現存           | 字仲間、字安波茶、字沢岻、字前田の各一部                   |      |
| 字当山         | とうやま   | 1947年         | 2005年11月28日 | 字伊祖、字仲間、字西原の各一部                             |      |
| 字大平         | おおひら   | 1947年         | 現存           | 字安波茶、字沢岻の各一部                                   |      |
| 牧港一丁目     | まきみなと | 1984年2月6日   | 現存           | 字牧港の一部                                               |      |
| 牧港二丁目     | まきみなと | 1984年12月3日  | 現存           | 字牧港、字伊祖の各一部                                     |      |
| 牧港三丁目     | まきみなと | 1984年12月3日  | 現存           | 字牧港、字伊祖、字当山の各一部                             |      |
| 牧港四丁目     | まきみなと | 1984年12月3日  | 現存           | 字牧港の一部                                               |      |
| 牧港五丁目     | まきみなと | 1988年10月11日 | 現存           | 字牧港、字港川の各一部                                     |      |
| 港川一丁目     | みなとがわ | 1986年2月3日   | 現存           | 字牧港、字伊祖、字港川の各一部                             |      |
| 港川二丁目     | みなとがわ | 1986年2月3日   | 現存           | 字牧港、字港川、字城間の各一部                             |      |
| 伊祖一丁目     | いそ       | 1986年11月25日 | 現存           | 字伊祖、字仲間の各一部                                     |      |
| 伊祖二丁目     | いそ       | 1986年11月25日 | 現存           | 字伊祖、字城間の各一部                                     |      |
| 伊祖三丁目     | いそ       | 1986年11月25日 | 現存           | 字伊祖、字牧港の各一部                                     |      |
| 伊祖四丁目     | いそ       | 1986年11月25日 | 現存           | 字伊祖、字仲間の各一部                                     |      |
| 伊祖五丁目     | いそ       | 2000年11月27日 | 現存           | 字伊祖、字牧港の各一部                                     |      |
| 屋富祖一丁目   | やふそ     | 1987年11月24日 | 現存           | 字屋富祖、字城間、字大平、字伊祖の各一部                   |      |
| 屋富祖二丁目   | やふそ     | 1990年2月26日  | 現存           | 字屋富祖、字城間、字宮城、字大平の各一部                   |      |
| 屋富祖三丁目   | やふそ     | 1990年2月26日  | 現存           | 字屋富祖、字宮城の各一部                                   |      |
| 屋富祖四丁目   | やふそ     | 2007年11月26日 | 現存           | 字屋富祖、字城間の各一部                                   |      |
| 大平一丁目     | おおひら   | 1987年11月24日 | 現存           | 字大平、字屋富祖、字伊祖、字宮城、字仲間、字安波茶の各一部 |      |
| 大平二丁目     | おおひら   | 1993年11月29日 | 現存           | 字大平、字宮城、字沢岻の各一部                             |      |
| 大平三丁目     | おおひら   | 2000年11月27日 | 現存           | 字大平、字安波茶の各一部                                   |      |
| 西洲一丁目     | いりじま   | 1988年頃       | 現存           | （埋立）                                                   |      |
| 西洲二丁目     | いりじま   | 1988年頃       | 現存           | （埋立）                                                   |      |
| 西洲三丁目     | いりじま   | 2010年12月6日  | 現存           | （埋立）                                                   |      |
| 城間一丁目     | ぐすくま   | 2007年11月26日 | 現存           | 字城間、字屋富祖の各一部                                   |      |
| 城間二丁目     | ぐすくま   | 1989年5月1日   | 現存           | 字城間、字伊祖の各一部                                     |      |
| 城間三丁目     | ぐすくま   | 1989年5月1日   | 現存           | 字城間の一部                                               |      |
| 城間四丁目     | ぐすくま   | 1989年5月1日   | 現存           | 字城間、字伊祖、字港川の各一部                             |      |
| 宮城一丁目     | みやぎ     | 1990年12月3日  | 現存           | 字宮城、字屋富祖の各一部                                   |      |
| 宮城二丁目     | みやぎ     | 1990年12月3日  | 現存           | 字宮城、字屋富祖の各一部                                   |      |
| 宮城三丁目     | みやぎ     | 1991年12月9日  | 現存           | 字宮城の一部                                               |      |
| 宮城四丁目     | みやぎ     | 1991年12月9日  | 現存           | 字宮城の一部                                               |      |
| 宮城五丁目     | みやぎ     | 1991年12月9日  | 現存           | 字宮城、字内間の各一部                                     |      |
| 宮城六丁目     | みやぎ     | 1993年11月29日 | 現存           | 字宮城、字沢岻、字内間の各一部                             |      |
| 仲西一丁目     | なかにし   | 1992年11月30日 | 現存           | 字仲西、字宮城の各一部                                     |      |
| 仲西二丁目     | なかにし   | 1992年11月30日 | 現存           | 字仲西の一部                                               |      |
| 仲西三丁目     | なかにし   | 1992年11月30日 | 現存           | 字仲西、字小湾、字勢理客の各一部                           |      |
| 内間一丁目     | うちま     | 1994年11月28日 | 現存           | 字内間、字沢岻の各一部                                     |      |
| 内間二丁目     | うちま     | 1994年11月28日 | 現存           | 字内間、字沢岻の各一部                                     |      |
| 内間三丁目     | うちま     | 1995年11月27日 | 現存           | 字内間の一部                                               |      |
| 内間四丁目     | うちま     | 1995年11月27日 | 現存           | 字内間、字宮城の各一部                                     |      |
| 内間五丁目     | うちま     | 1995年11月27日 | 現存           | 字内間の一部                                               |      |
| 勢理客一丁目   | じっちゃく | 1996年11月25日 | 現存           | 字勢理客、字仲西、字内間の各一部                           |      |
| 勢理客二丁目   | じっちゃく | 1996年11月25日 | 現存           | 字勢理客、字仲西、字小湾の各一部                           |      |
| 勢理客三丁目   | じっちゃく | 1996年11月25日 | 現存           | 字勢理客、字内間の各一部                                   |      |
| 勢理客四丁目   | じっちゃく | 2001年11月26日 | 現存           | 字勢理客の一部                                             |      |
| 安波茶一丁目   | あはちゃ   | 1998年11月30日 | 現存           | 字安波茶、字仲間、字大平の各一部                           |      |
| 安波茶二丁目   | あはちゃ   | 1998年11月30日 | 現存           | 字安波茶の一部                                             |      |
| 安波茶三丁目   | あはちゃ   | 1998年11月30日 | 現存           | 字安波茶、字仲間、字大平の各一部                           |      |
| 仲間一丁目     | なかま     | 1999年12月13日 | 現存           | 字仲間、字安波茶、字伊祖の各一部                           |      |
| 仲間二丁目     | なかま     | 1999年12月13日 | 現存           | 字仲間、字伊祖、字当山の各一部                             |      |
| 仲間三丁目     | なかま     | 1999年12月13日 | 現存           | 字仲間、字安波茶、字前田、字経塚の各一部                   |      |
| 伊奈武瀬一丁目 | いなんせ   | 2001年11月26日 | 現存           | 字勢理客の一部                                             |      |
| 西原一丁目     | にしはら   | 2002年11月25日 | 現存           | 字西原の一部                                               |      |
| 西原二丁目     | にしはら   | 2002年11月25日 | 現存           | 字西原の一部                                               |      |
| 西原三丁目     | にしはら   | 2002年11月25日 | 現存           | 字西原の一部                                               |      |
| 西原四丁目     | にしはら   | 2002年11月25日 | 現存           | 字西原の一部                                               |      |
| 西原五丁目     | にしはら   | 2003年11月25日 | 現存           | 字西原の一部                                               |      |
| 西原六丁目     | にしはら   | 2003年11月25日 | 現存           | 字西原、字前田の各一部                                     |      |
| 前田一丁目     | まえだ     | 2004年11月29日 | 現存           | 字前田の一部                                               |      |
| 前田二丁目     | まえだ     | 2004年11月29日 | 現存           | 字前田、字仲間の各一部                                     |      |
| 前田三丁目     | まえだ     | 2004年11月29日 | 現存           | 字前田の一部                                               |      |
| 前田四丁目     | まえだ     | 2004年11月29日 | 現存           | 字前田の一部                                               |      |
| 当山一丁目     | とうやま   | 2005年11月28日 | 現存           | 字伊祖の全部と字当山、字牧港の各一部                       |      |
| 当山二丁目     | とうやま   | 2005年11月28日 | 現存           | 字西原の全部と字当山の一部                                 |      |
| 当山三丁目     | とうやま   | 2005年11月28日 | 現存           | 字当山、字前田、字仲間の各一部                             |      |
| 経塚一丁目     | きょうづか | 2006年11月27日 | 現存           | 字経塚の一部                                               |      |
| 沢岻一丁目     | たくし     | 2008年11月25日 | 現存           | 字沢岻の一部                                               |      |
| 沢岻二丁目     | たくし     | 2008年11月25日 | 現存           | 字内間の全部と字沢岻の一部                                 |      |

## 行政
- 市長：松本哲治（2013年2月11日就任、2期目）

### 歴代市長
| 代                     | 氏名       | 就任日        | 退任日         | 備考                                               |
| 浦添間切長             | 浦添間切長 | 浦添間切長    | 浦添間切長     | 浦添間切長                                         |
| ---------------------- | ---------- | ------------- | -------------- | -------------------------------------------------- |
| 初                     | 仲西産良   | 1897年        | 1897年         |                                                    |
| 2                      | 宮城次良   | 1897年        | 1904年         |                                                    |
| 3                      | 翁長盛礼   | 1904年        | 1908年         |                                                    |
| 浦添村長（官選）       |            |               |                |                                                    |
| 初                     | 宮城良善   | 1908年        | 1912年         |                                                    |
| 2                      | 与座鉢不   | 1912年        | 1916年         |                                                    |
| 3                      | 渡慶次紫徳 | 1916年        | 1920年6月      |                                                    |
| 4                      | 棚原正秀   | 1920年8月     | 1924年6月      |                                                    |
| 5                      | 与座鉢不   | 1924年7月     | 1925年6月      |                                                    |
| 6                      | 佐久田朝盛 | 1925年7月     | 1934年2月      |                                                    |
| 7                      | 安和良盛   | 1934年3月     | 1942年7月      |                                                    |
| 8                      | 比嘉盛文   | 1942年8月     | 1946年3月      |                                                    |
| 浦添村長（米軍統治下） |            |               |                |                                                    |
| 9                      | 安和良盛   | 1946年4月     | 1948年2月      |                                                    |
| 10                     | 島袋成文   | 1948年2月     | 1949年6月      |                                                    |
| 11                     | 又吉正雄   | 1949年7月     | 1957年7月      |                                                    |
| 12                     | 赤嶺仁宏   | 1957年7月     | 1961年7月      |                                                    |
| 13                     | 山城幸太郎 | 1961年7月     | 1965年7月      |                                                    |
| 14                     | 又吉幸助   | 1961年7月     | 1965年7月      |                                                    |
| 15                     | 又吉盛一   | 1965年7月     | 1968年10月     |                                                    |
| 浦添市長（米軍統治下） |            |               |                |                                                    |
| 初                     | 又吉盛一   | 1970年8月1日  | 1972年5月14日  |                                                    |
| 浦添市長（公選）       |            |               |                |                                                    |
| 初                     | 又吉盛一   | 1972年5月15日 | 1980年11月30日 | 沖縄本土復帰                                       |
| 2                      | 比嘉昇     | 1980年12月1日 | 1992年12月24日 | 任期中に死去。                                     |
| 3                      | 宜保成幸   | 1993年1月31日 | 1997年1月30日  |                                                    |
| 4                      | 宮城健一   | 1997年1月31日 | 2001年1月30日  |                                                    |
| 5                      | 儀間光男   | 2001年2月11日 | 2013年2月10日  | 市議選と同日選挙にするため任期満了後に市長選執行。 |
| 6                      | 松本哲治   | 2013年2月11日 | 現職           |                                                    |

## 議会

### 沖縄県議会
- 選挙区：浦添市選挙区
- 定数：4人
- 任期：2016年6月25日 - 2020年6月24日

| 氏名     | 会派名             | 当選回数 | 備考         |
| -------- | ------------------ | -------- | ------------ |
| 赤嶺昇   | おきなわ           | 4        | 無所属       |
| 金城泰邦 | 公明党             | 1        |              |
| 西銘純恵 | 日本共産党         | 3        |              |
| 当山勝利 | 社民・社大・結連合 | 1        | 党籍は社大党 |

### 衆議院
- 選挙区：沖縄2区（宜野湾市、浦添市、中頭郡）
- 任期：2021年10月31日 - 2025年10月30日
- 当日有権者数：294,848人
- 投票率：54.82％

| 当落 | 候補者名 | 年齢 | 所属党派                            | 新旧別 | 得票数   | 重複 |
| ---- | -------- | ---- | ----------------------------------- | ------ | -------- | ---- |
| 当   | 新垣邦男 | 65   | 社会民主党                          | 新     | 74,665票 | ○    |
| 比当 | 宮崎政久 | 56   | 自由民主党                          | 前     | 64,542票 | ○    |
|      | 山川泰博 | 51   | 日本維新の会                        | 新     | 15,296票 | ○    |
|      | 中村幸也 | 41   | NHKと裁判してる党弁護士法72条違反で | 新     | 3,053票  |      |

## 施設

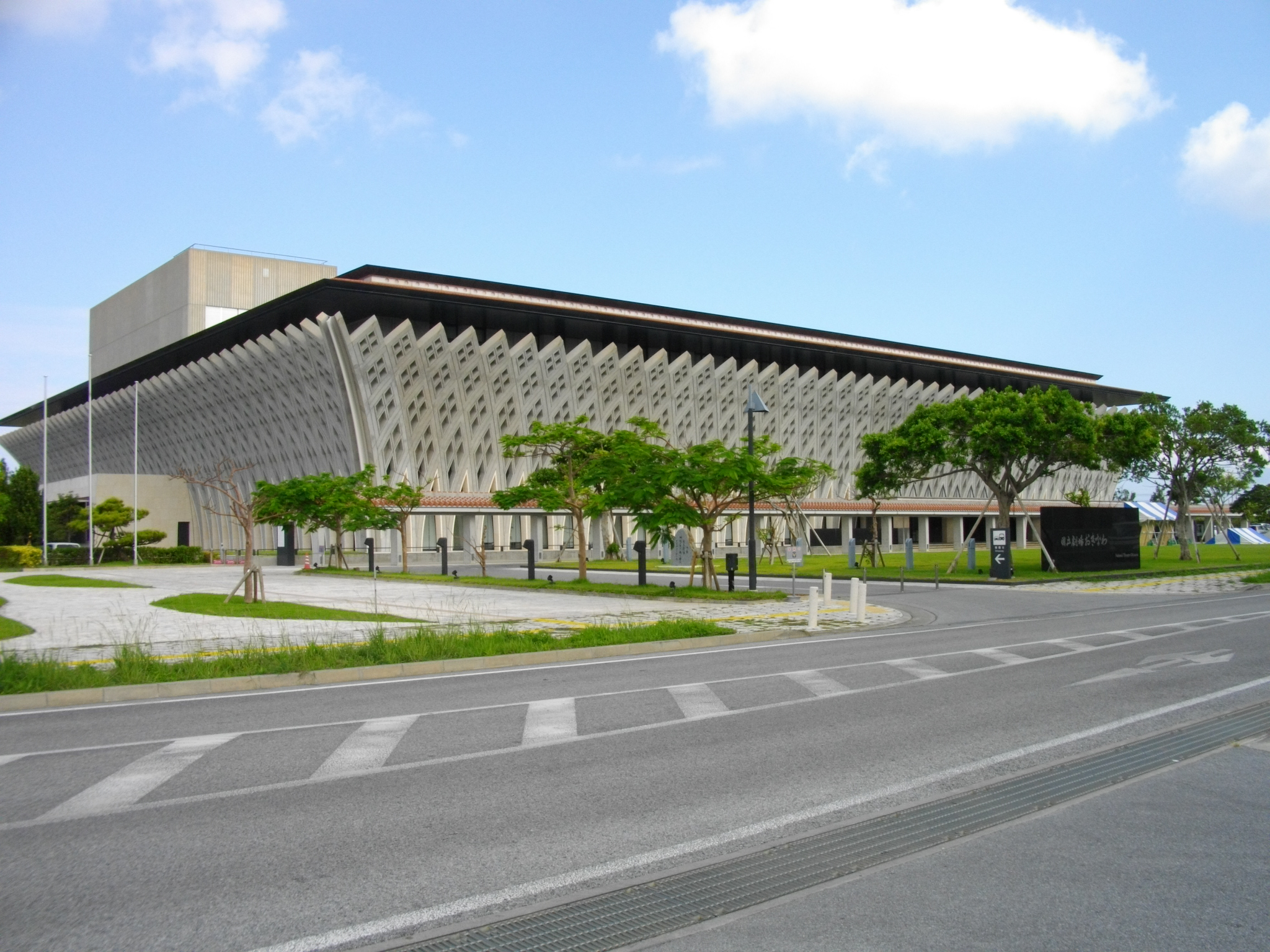
国立劇場おきなわ

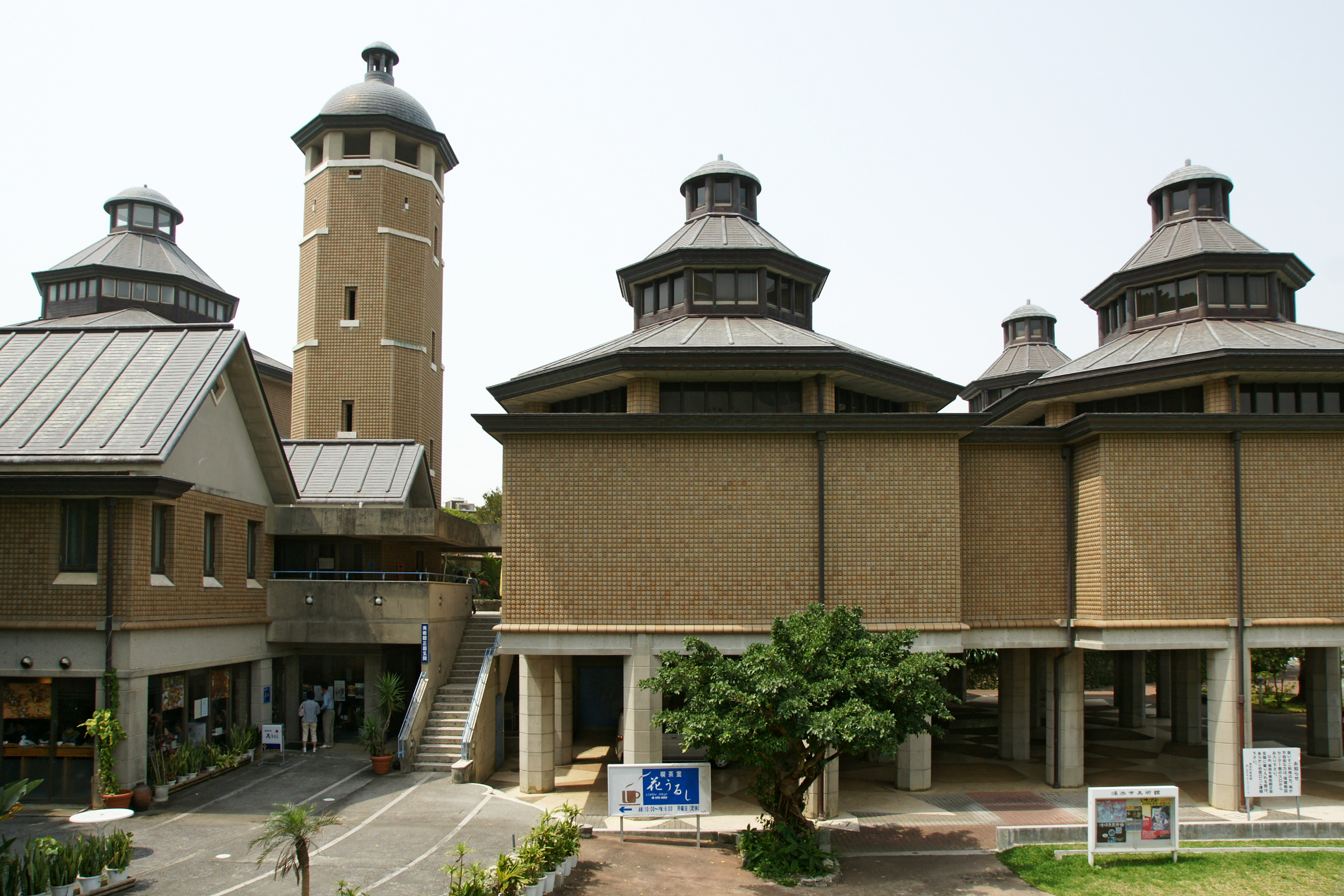
浦添市美術館

### 警察
- 浦添警察署（仲間2-51-1）
  - 同警察署の交通機動隊白バイ隊員が交通安全指導を小学校や市内外施設でしばしば行っている。
  - 浦添市内のほか、西原町も管轄する。
  - 1985年に浦添警察署が設置されるまでは現在の宜野湾警察署が市内を管轄していた。
- 沖縄県警察本部交通機動隊（西原4-41-1、沖縄自動車道西原IC内）
  - 沖縄自動車道、那覇空港自動車道（国道506号）を管轄。

### 消防
- 浦添市消防本部（前田2-14-1）
  - 牧港出張所（牧港5-4-12）
  - 内間出張所（内間3-18-7）

### 領事館
総領事館
- 在沖米国総領事館（通称: 在那覇アメリカ合衆国総領事館）
領事館裏が米陸軍工兵隊沖縄事務所となっていたが、返還され現在は商業施設バークレーズコートになっている。

## 産業

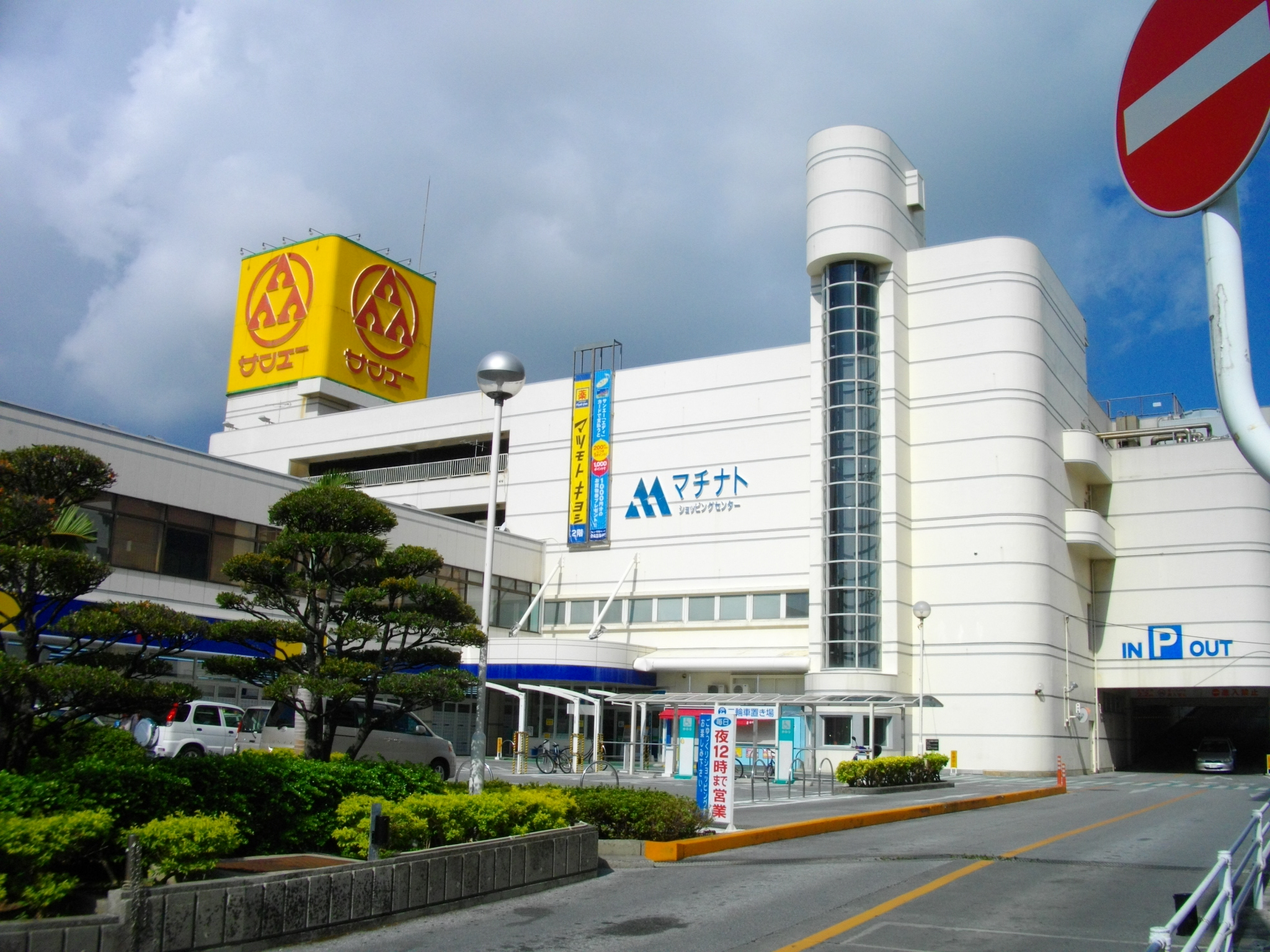
サンエーマチナトショッピングセンター

### 商業
- 同市の主な商域圏には、自動車販売会社やショッピングセンター、ファーストフード店などが連なる国道58号沿線、各地域にある昔ながらの商店街、そして1991年には西海岸埋立地の西洲に形成された沖縄県卸商業団地がある。特に卸商業団地は県内の有力企業63社が集結し、県内の一大物流拠点となる。
- 1995年国勢調査の第3次産業就業者数も80.2%と高い率を占めている。さらに西海岸第2次埋立事業を推進し、運輸業等を加えた総合物流ターミナルの形成をめざしている。
- 2005年には同市初のショッピングモール「バークレーズコート」がオープンし、翌年にはダイエー店舗跡が浦添ショッピングセンターとしてオープンした。また、2008年には経塚の小学校予定地にサンエー経塚シティが、2019年にはサンエー浦添西海岸 PARCO CITYがオープンしており、商業施設が増加中である。

### 農業
- 同市の1998年12月末における作付面積は4,053aで全市域面積の約2%にあたり、その約5割が市東部の西原、前田、沢岻地域に集中している。
- 作付面積の51.2%をさとうきびが占め、23%が野菜類となっている。農家戸数は222戸で、このうち専業は13戸、兼業が209戸と9割以上が兼業農家となっている。

### 水産業
- 同市の漁家個数は1998年12月末現在で87戸。そのうち64戸（73.5%）が専業漁家。漁業従事者は87名で漁船は64隻、総漁獲高は120トンで1億2,996万円となっている。
- 近年は捕獲漁業から養殖漁業への転換を図るため、1986年に操業を開始したクルマエビの養殖は、毎年順調な伸びを見せ、1998年12月末には水揚げ量38トンで1億9,800万円を計上するまでになった。

### 工業
- 同市の工業は1997年末現在、167の事業所（県内4位）があり、従業員数が1,988人（県内2位）、製造品出荷額は495億円（県内3位）と、那覇市に次ぐものとなっている。
- 業種別では金属製品製造業が31事業所、食料品製造業が37事業所、出版・印刷関連産業、32事業所で全体の6割近くを占め、従業員数でも食料品製造業の813人（全体の41%）、出版・印刷等関連産業228人（11%）、金属製品製造業188人（9%）の順になっている。

### 同市に本社を置く企業

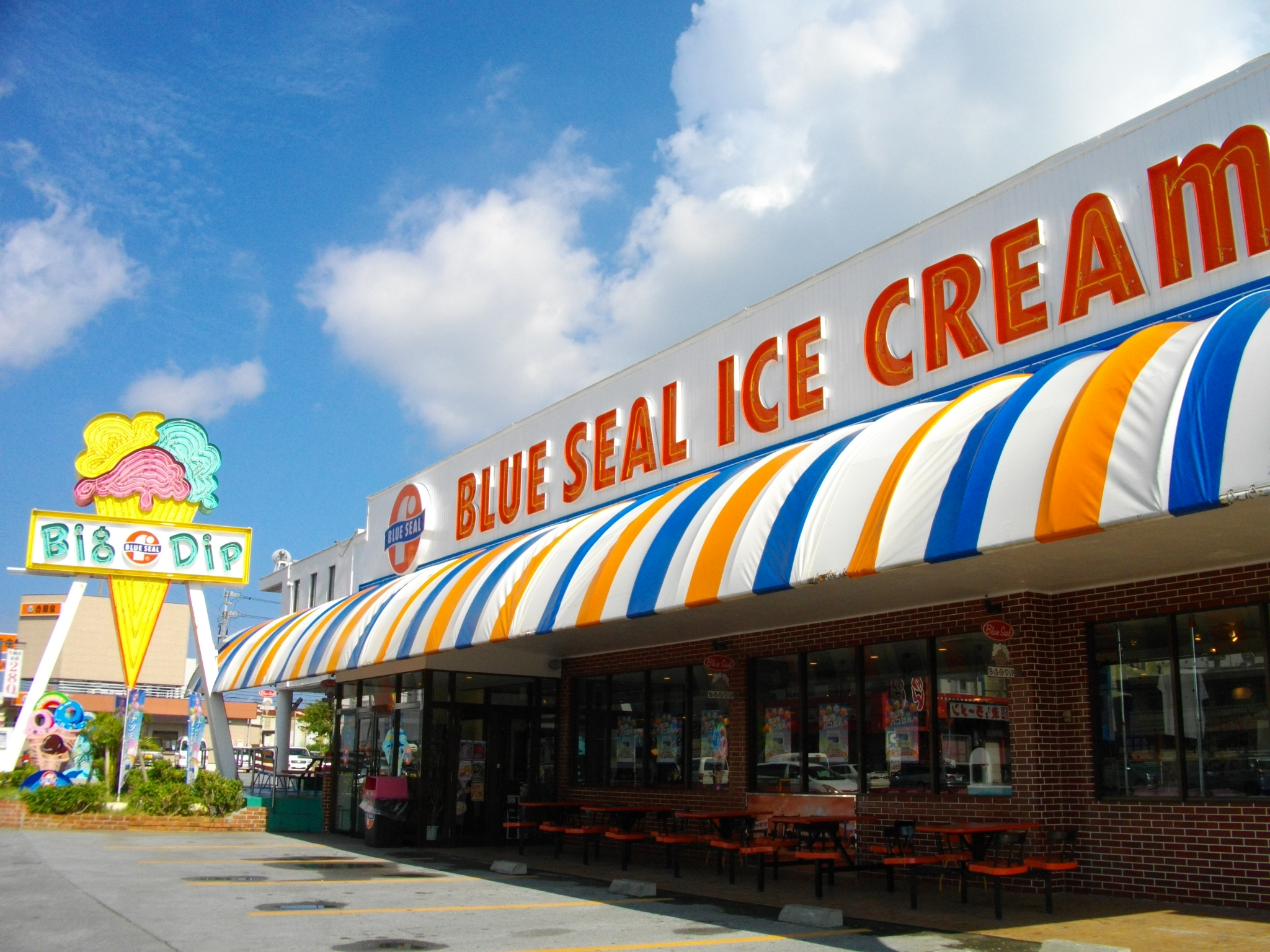
ブルーシールアイスクリーム牧港店

電気・ガス業
- 沖縄電力

食料品
- 沖縄明治乳業
- 北部製糖
- 沖縄伊藤園
- ブルーシールアイスクリーム
- 沖縄コカ・コーラボトリング
- エイアンドダブリュ沖縄

卸売業
- ジーマ
- 琉薬

ガラス・土石製品
- 琉球セメント

小売業
- 琉球ダイハツ
- 沖縄トヨタ自動車
- 琉球日産自動車
- スズキ自販沖縄
- Honda Cars 沖縄
- 琉球三菱自動車
- 沖縄ふそう自動車
- 沖縄スバル
- 沖縄マツダ販売
- メイクマン
- ローソン沖縄

情報・通信業
- FM沖縄
- FM21

運輸業
- あんしん

## 姉妹都市・提携都市

### 日本国内
友好都市
- 蒲郡市（愛知県）

1981年（昭和56年）11月4日 友好都市提携締結

### 海外
友好都市
- 泉州市（中華人民共和国福建省）

1988年（昭和63年）9月23日 友好都市提携締結

## 教育
2004年1月に英語教育特区の認定を受けて、同年4月より小学校に英語科を特設し、小学校1年生から中学校3年生までの義務教育の9年間を見据えた英語教育を推進している。
市では1979年のハンドボール九州大会で中学男子の優勝を皮切りに、小中学校の全国制覇を約40回、準優勝を合わせると60回近くに上る。これを機に2004年1月に浦添市ハンドボール王国都市宣言を行い、世界で活躍できる選手育成に力を入れ、今後更なる活躍に市民の期待が高まっている。宣言碑が浦添運動公園に設置されている。
2006年4月より、市内一部小中学校で実施されていた二学期制が全小中学校で導入された。
現在、市内には市立幼稚園が11園、小学校が11校、中学校が6校、高等学校が6校、特別支援学校が3校、専修学校が4校ある。

### 高等学校
- 沖縄県立浦添高等学校
- 沖縄県立浦添工業高等学校
- 沖縄県立浦添商業高等学校
- 沖縄県立那覇工業高等学校
- 沖縄県立陽明高等学校
- 私立昭和薬科大学附属高等学校

### 中学校
- 浦添市立浦添中学校
- 浦添市立浦西中学校
- 浦添市立神森中学校
- 浦添市立仲西中学校
- 浦添市立港川中学校
- 私立昭和薬科大学附属中学校

### 小学校
- 浦添市立内間小学校
- 浦添市立浦城小学校
- 浦添市立浦添小学校
- 浦添市立神森小学校
- 浦添市立沢岻小学校
- 浦添市立当山小学校
- 浦添市立仲西小学校
- 浦添市立前田小学校
- 浦添市立牧港小学校
- 浦添市立港川小学校
- 浦添市立宮城小学校

### 幼稚園
公立
- 浦添市立内間幼稚園
- 浦添市立浦城幼稚園
- 浦添市立浦添幼稚園
- 浦添市立神森幼稚園
- 浦添市立沢岻幼稚園
- 浦添市立当山幼稚園
- 浦添市立仲西幼稚園
- 浦添市立前田幼稚園
- 浦添市立牧港幼稚園
- 浦添市立港川幼稚園
- 浦添市立宮城幼稚園

私立
- 愛翔学園
- 安里学園第二
- テクノ幼児園
- ドレミ幼稚園
- 平和学園
- 牧港ひまわり幼稚園
- みのり幼稚園
- 友愛幼稚園

### 特別支援学校
- 沖縄県立鏡が丘特別支援学校
- 沖縄県立鏡が丘特別支援学校浦添分校・高等部分教室
- 沖縄県立大平特別支援学校

### 専修学校
- 沖縄県立浦添看護学校
- 沖縄歯科衛生士学校
- 学校法人 みのり学園 琉球調理師専修学校
- インターナショナルデザインアカデミー

### 職業訓練
- 沖縄県立浦添職業能力開発校（公共職業能力開発施設）

### アメリカ軍立
Department of Defense Education Activity
- キンザー小学校 (Kinser Elementary School)[5]

## 交通

### 鉄道
沖縄都市モノレール
- 沖縄都市モノレール線（ゆいレール）
経塚駅 - 浦添前田駅 - てだこ浦西駅

市役所最寄り駅は浦添前田駅。市の中央南部（浦添市内間など）へは那覇市にある古島駅が最寄り駅となる。
戦前には沖縄県営鉄道嘉手納線が通っていたが、1945年に太平洋戦争で破壊され、消滅した。沖縄県営鉄道嘉手納線は軽便鉄道であった事から「ケービン（軽便）」と呼ばれ、浦添市内には牧港駅・城間駅・内間駅があった。現在は、大平特別支援学校前バス停の近くに線路の一部が残っている。

### 路線バス
浦添市内の国道58号や国道330号（バイパス）を通り那覇市と中部・北部各都市を結ぶ路線と、市街地・住宅地を経由する路線がある。浦添市内を通るバス路線のうち、てだこ浦西駅発着の一部を除き那覇市を経由または発着する。
国道58号上には勢理客、第一仲西、仲西、宮城、屋富祖、城間、第二城間、港川、第一牧港、牧港の10か所の停留所と、宇地泊の那覇方面側停留所が設けられている。浦添市内でバスレーンがあるのは国道58号のみである。バイパス上には浅野浦、大平、陽明高校前、沢岻の4か所の停留所が設けられている。沖縄自動車道の西原ICがあるが、バス停がないため、高速道路経由路線は停車しない。
現在、沖縄本島内主要民営バス会社4社全てと、やんばる急行バス、カリー観光が市内に乗り入れている。
- 琉球バス交通 - 国道58号・バイパス経由の中・長距離路線のほか、それ以外の浦添市内の市街地・住宅地と那覇市を結ぶ路線、サンエー浦添西海岸 PARCO CITYへのアクセス路線も運行している。
- 沖縄バス - 国道58号・バイパス経由の中・長距離路線のほか、市南部の内間・沢岻・経塚地区と那覇市を結ぶ路線を運行している。浦添市内の国立劇場おきなわ・サンエー浦添西海岸 PARCO CITYへのアクセス路線も運行する。
- 那覇バス - 県道241号を通る路線、てだこ浦西駅を発着する路線、また、那覇新港の浦添市域部（伊奈武瀬地区）と那覇市中心部を結ぶ路線などがある。
- 東陽バス - 国道58号・バイパス経由の中距離路線と、市内中心部を経由して屋富祖やサンエーパルコシティ前で折り返し浦添市と那覇市首里・南部を結ぶ中距離路線がある。
- やんばる急行バス - 那覇市と本部半島を沖縄自動車道経由で結ぶ路線（市内は大平のみ停車）を運行している。
- カリー観光 - 那覇市と北谷町を結ぶ路線、サンエー浦添西海岸 PARCO CITYへのシャトルバスを運行。両路線とも浦添市内はサンエーパルコシティ（サンエー浦添西海岸 PARCO CITY）のみ停車。

下表の運行会社の「琉」は琉球バス交通の路線、「沖」は沖縄バスの路線、「琉・沖」は琉球バス交通・沖縄バスの共同運行路線、「那」は那覇バスの路線、「東」は東陽バスの路線。※BT=バスターミナル
| 番号                                   | 路線名                                 | 運行会社                               | 起点                                      | 終点                           | 市町村                                                                                 | 浦添市内の主な経由地                                     |
| 市内全区間国道58号経由                 | 市内全区間国道58号経由                 | 市内全区間国道58号経由                 | 市内全区間国道58号経由                    | 市内全区間国道58号経由         | 市内全区間国道58号経由                                                                 | 市内全区間国道58号経由                                   |
| -------------------------------------- | -------------------------------------- | -------------------------------------- | ----------------------------------------- | ------------------------------ | -------------------------------------------------------------------------------------- | -------------------------------------------------------- |
| 20                                     | 名護西線                               | 琉・沖                                 | 那覇BT                                    | 名護BT                         | 那覇市 - 浦添市 - 宜野湾市 - 北谷町 - 嘉手納町 - 読谷村 - 恩納村 - 名護市              | 勢理客、仲西、宮城、屋富祖、城間、牧港                   |
| 23                                     | 具志川線                               | 琉                                     | 那覇空港 那覇BT                           | 具志川BT                       | 那覇市 - 浦添市 - 宜野湾市 - 北中城村 - 沖縄市 - うるま市                              | 勢理客、仲西、宮城、屋富祖、城間、牧港                   |
| 24                                     | 那覇大謝名線                           | 琉                                     | 那覇BT                                    | 具志川BT                       | 那覇市 - 浦添市 - 宜野湾市 - 北中城村 - 沖縄市 - うるま市                              | 勢理客、仲西、宮城、屋富祖、城間、牧港                   |
| 26                                     | 宜野湾空港線                           | 琉                                     | 那覇空港                                  | 宜野湾出張所                   | 那覇市 - 浦添市 - 宜野湾市                                                             | 勢理客、仲西、宮城、屋富祖、城間、牧港                   |
| 27                                     | 屋慶名（大謝名）線                     | 沖                                     | 那覇BT                                    | 屋慶名BT                       | 那覇市 - 浦添市 - 宜野湾市 - 北中城村 - 沖縄市 - うるま市                              | 勢理客、仲西、宮城、屋富祖、城間、牧港                   |
| 28                                     | 読谷（楚辺）線                         | 琉・沖                                 | 那覇BT                                    | 読谷BT                         | 那覇市 - 浦添市 - 宜野湾市 - 北谷町 - 嘉手納町 - 読谷村                                | 勢理客、仲西、宮城、屋富祖、城間、牧港                   |
| 29                                     | 読谷（喜名）線                         | 琉・沖                                 | 那覇BT                                    | 読谷BT                         | 那覇市 - 浦添市 - 宜野湾市 - 北谷町 - 嘉手納町 - 読谷村                                | 勢理客、仲西、宮城、屋富祖、城間、牧港                   |
| 31                                     | 泡瀬西線                               | 東                                     | 那覇BT                                    | 泡瀬営業所                     | 那覇市 - 浦添市 - 宜野湾市 - 北中城村 - 沖縄市 - うるま市                              | 勢理客、仲西、宮城、屋富祖、城間、牧港                   |
| 32                                     | コンベンションセンター線               | 沖                                     | 那覇BT                                    | 真志喜駐車場                   | 那覇市 - 浦添市 - 宜野湾市                                                             | 勢理客、仲西、宮城、屋富祖、城間、牧港                   |
| 43                                     | 北谷線                                 | 沖                                     | 那覇BT                                    | 北谷町役場                     | 那覇市 - 浦添市 - 宜野湾市 - 北谷町                                                    | 勢理客、仲西、宮城、屋富祖、城間、牧港                   |
| 52                                     | 与勝線                                 | 沖                                     | 那覇BT                                    | 屋慶名BT                       | 那覇市 - 浦添市 - 宜野湾市 - 北中城村 - 沖縄市 - うるま市                              | 勢理客、仲西、宮城、屋富祖、城間、牧港                   |
| 63                                     | 謝苅線                                 | 琉                                     | 那覇BT                                    | 具志川BT                       | 那覇市 - 浦添市 - 宜野湾市 - 北谷町 - 沖縄市 - うるま市                                | 勢理客、仲西、宮城、屋富祖、城間、牧港                   |
| 77                                     | 名護東（辺野古）線                     | 沖                                     | 那覇BT                                    | 名護BT                         | 那覇市 - 浦添市 - 宜野湾市 - 北中城村 - 沖縄市 - うるま市 - 金武町 - 宜野座村 - 名護市 | 勢理客、仲西、宮城、屋富祖、城間、牧港                   |
| 80                                     | 与那城線                               | 沖                                     | 那覇BT                                    | 屋慶名BT                       | 那覇市 - 浦添市 - 宜野湾市 - 北中城村 - 沖縄市 - うるま市                              | 勢理客、仲西、宮城、屋富祖、城間、牧港                   |
| 92                                     | 那覇 - イオンモール線                  | 沖                                     | 那覇BT                                    | ライカム                       | 那覇市 - 浦添市 - 宜野湾市 - 北中城村                                                  | 勢理客、仲西、宮城、屋富祖、城間、牧港                   |
| 110                                    | 長田具志川線                           | 琉                                     | 那覇BT                                    | 具志川BT                       | 那覇市 - 浦添市 - 宜野湾市 - 北中城村 - 沖縄市 - うるま市                              | 勢理客、仲西、宮城、屋富祖、城間、牧港                   |
| 120                                    | 名護西空港線                           | 琉・沖                                 | 那覇空港                                  | 名護BT                         | 那覇市 - 浦添市 - 宜野湾市 - 北谷町 - 嘉手納町 - 読谷村 - 恩納村 - 名護市              | 勢理客、仲西、宮城、屋富祖、城間、牧港                   |
| 223                                    | 具志川おもろまち線                     | 琉                                     | おもろまち 駅前広場                       | 具志川BT                       | 那覇市 - 浦添市 - 宜野湾市 - 北中城村 - 沖縄市 - うるま市                              | 勢理客、仲西、宮城、屋富祖、城間、牧港                   |
| 227                                    | 屋慶名おもろまち線                     | 沖                                     | おもろまち 駅前広場                       | 屋慶名BT                       | 那覇市 - 浦添市 - 宜野湾市 - 北中城村 - 沖縄市 - うるま市                              | 勢理客、仲西、宮城、屋富祖、城間、牧港                   |
| 228                                    | 読谷おもろまち線                       | 琉・沖                                 | おもろまち 駅前広場                       | 読谷BT                         | 那覇市 - 浦添市 - 宜野湾市 - 北谷町 - 嘉手納町 - 読谷村                                | 勢理客、仲西、宮城、屋富祖、城間、牧港                   |
| 263                                    | 謝苅おもろまち線                       | 琉                                     | おもろまち 駅前広場                       | 具志川BT                       | 那覇市 - 浦添市 - 宜野湾市 - 北谷町 - 沖縄市 - うるま市                                | 勢理客、仲西、宮城、屋富祖、城間、牧港                   |
| 331                                    | 急行バス                               | 東                                     | 那覇BT                                    | 泡瀬営業所                     | 那覇市 - 浦添市 - 宜野湾市 - 北中城村 - 沖縄市 - うるま市                              | 第二城間（停車地）                                       |
| 777                                    | 急行バス                               | 沖                                     | 那覇BT                                    | 屋慶名BT                       | 那覇市 - 浦添市 - 宜野湾市 - 北中城村 - 沖縄市 - うるま市                              | 第二城間（停車地）                                       |
| バイパス（国道330号）経由              |                                        |                                        |                                           |                                |                                                                                        |                                                          |
| 21                                     | 新都心具志川線                         | 琉                                     | 那覇BT                                    | 具志川BT                       | 那覇市 - 浦添市 - 宜野湾市 - 北中城村 - 沖縄市 - うるま市                              | 沢岻、大平、広栄                                         |
| 88                                     | 宜野湾線                               | 琉                                     | 豊崎美らSUNビーチ前                       | 宜野湾出張所                   | 豊見城市 - 那覇市 - 浦添市 - 宜野湾市                                                  | 沢岻、大平、広栄                                         |
| 90                                     | 知花（バイパス）線                     | 琉                                     | 那覇BT                                    | 具志川BT                       | 那覇市 - 浦添市 - 宜野湾市 - 北中城村 - 沖縄市 - うるま市                              | 沢岻、大平、広栄                                         |
| 98                                     | 琉大（バイパス）線                     | 琉                                     | 豊崎美らSUNビーチ前                       | 琉大駐車場                     | 豊見城市 - 那覇市 - 浦添市 - 宜野湾市 - 浦添市 - 宜野湾市 - 西原町                     | 沢岻、大平、広栄                                         |
| 112                                    | 国体道路線                             | 琉                                     | 那覇BT                                    | 具志川BT                       | 那覇市 - 浦添市 - 宜野湾市 - 北谷町 - 沖縄市 - うるま市                                | 沢岻、大平、伊祖、牧港                                   |
| 190                                    | 知花空港線                             | 琉                                     | 那覇空港                                  | 具志川BT                       | 那覇市 - 浦添市 - 宜野湾市 - 北中城村 - 沖縄市 - うるま市                              | 沢岻、大平、広栄                                         |
| 888                                    | やんばる急行バス 空港線                | やんばる急行バス 空港線                | 那覇空港                                  | 運天港                         | 那覇市 - 浦添市 - 宜野湾市 - 中城村 - 北中城村 - 名護市 - 本部町 - 今帰仁村            | 大平（停車地）                                           |
| その他                                 |                                        |                                        |                                           |                                |                                                                                        |                                                          |
| 25                                     | 那覇普天間線                           | 那                                     | 那覇BT                                    | 普天間 ライカム                | 那覇市 - 浦添市 - 宜野湾市 - 北中城村                                                  | 西原入口、広栄                                           |
| 26                                     | 宜野湾空港線                           | 琉                                     | 那覇空港                                  | 宜野湾出張所                   | 那覇市 - 浦添市 - 宜野湾市                                                             | サンエーパルコシティ前                                   |
| 32                                     | コンベンションセンター線               | 沖                                     | 那覇BT                                    | 真志喜駐車場                   | 那覇市 - 浦添市 - 宜野湾市                                                             | 勢理客、国立劇場前、サンエーパルコシティ前、牧港         |
| 43                                     | 北谷線                                 | 沖                                     | 那覇BT                                    | 北谷町役場                     | 那覇市 - 浦添市 - 宜野湾市 - 北谷町                                                    | 勢理客、国立劇場前、サンエーパルコシティ前、牧港         |
| 47                                     | てだこ線                               | 沖                                     | 那覇BT                                    | 沖縄療育園前                   | 那覇市 - 浦添市                                                                        | 勢理客、浦添高校、経塚                                   |
| 55                                     | 牧港線                                 | 琉                                     | 豊崎美らSUNビーチ前                       | 宜野湾出張所                   | 豊見城市 - 那覇市 - 浦添市 - 宜野湾市                                                  | 内間、小湾、浦添市役所、牧港                             |
| 56                                     | 浦添線                                 | 琉                                     | 豊崎美らSUNビーチ前                       | 西原四丁目 真栄原              | 豊見城市 - 那覇市 - 浦添市 - 宜野湾市                                                  | 内間、小湾、浦添市役所、浦添前田駅、西原入口、浦西、広栄 |
| 61                                     | 前原線                                 | 沖                                     | サンエーパルコシティ前                    | 屋慶名BT                       | 浦添市 - 宜野湾市 - 北中城村 - 沖縄市 - うるま市                                       | （サンエーパルコシティ前 のみ）                          |
| 87                                     | 赤嶺てだこ線                           | 沖                                     | 豊見城営業所                              | 沖縄療育園前                   | 豊見城市 - 那覇市 - 浦添市                                                             | 勢理客、浦添高校、経塚                                   |
| 97                                     | 琉大（首里）線                         | 那                                     | 那覇BT                                    | 琉大北口                       | 那覇市 - 浦添市 - 西原町 - 宜野湾市 - 西原町                                           | 幸地入口                                                 |
| 99                                     | 天久新都心線                           | 琉                                     | 那覇空港                                  | 宜野湾出張所                   | 那覇市 - 浦添市 - 宜野湾市                                                             | 内間、小湾、伊祖二丁目、牧港                             |
| 101                                    | 平和台安謝線                           | 那                                     | 具志営業所                                | 市場北口                       | 那覇市 - 豊見城市 - 那覇市 - 浦添市                                                    | （市場北口 のみ）                                        |
| 125                                    | 普天間空港線                           | 那                                     | 那覇空港                                  | 普天間 ライカム                | 那覇市 - 浦添市 - 宜野湾市 - （中城村 -）北中城村                                      | 西原入口、広栄                                           |
| 191                                    | 城間（一日橋）線                       | 東                                     | 馬天営業所                                | 屋富祖                         | 南城市 - 与那原町 - 南風原町 - 那覇市 - 浦添市                                         | 経塚、浦添市役所                                         |
| 233                                    | 西原てだこ線                           | 那                                     | てだこ浦西駅                              | 西原営業所                     | 浦添市 - 西原町                                                                        | （てだこ浦西駅 のみ）                                    |
| 256                                    | 浦添てだこ線                           | 琉                                     | 豊崎美らSUNビーチ前                       | てだこ浦西駅                   | 豊見城市 - 那覇市 - 浦添市 - 西原町 - 浦添市                                           | 内間、小湾、浦添市役所、浦添前田駅、西原入口             |
| 294                                    | てだこ琉大快速線                       | 那                                     | てだこ浦西駅                              | 琉大駐車場                     | 浦添市 - 西原町 - 中城村 - 西原町                                                      | （てだこ浦西駅 のみ）                                    |
| 297                                    | 沖国琉大快速線                         | 那                                     | てだこ浦西駅                              | 琉大附属小学校                 | 浦添市 - 宜野湾市 - 西原町                                                             | 広栄                                                     |
| 309                                    | 大里結の街線                           | 沖                                     | 国立劇場おきなわ／ サンエーパルコシティ前 | 南城市役所                     | 浦添市 - 那覇市 - 南風原町 - 南城市                                                    | 勢理客                                                   |
| 333                                    | 那覇西原（末吉経由）線                 | 那                                     | 那覇BT                                    | 西原営業所                     | 那覇市 - 浦添市 - 西原町                                                               | 幸地入口、西原入口                                       |
| 334                                    | 国立劇場おきなわ線                     | 沖                                     | 国立劇場おきなわ／ サンエーパルコシティ前 | 糸満BT                         | 浦添市 - 那覇市 - 南風原町 - 八重瀬町 - 糸満市                                         | 勢理客                                                   |
| 339                                    | 南城結の街線                           | 沖                                     | 国立劇場おきなわ                          | 南城市役所                     | 浦添市 - 那覇市 - 南風原町 - 与那原町 - 南城市                                         | 勢理客                                                   |
| 385                                    | サンエーパルコシティ線                 | 沖                                     | 那覇BT                                    | サンエーパルコシティ前         | 那覇市 - 浦添市                                                                        | 勢理客、国立劇場前                                       |
| 391                                    | 城間（サンエーパルコシティ前）線       | 東                                     | 馬天営業所                                | サンエーパルコシティ前         | 南城市 - 与那原町 - 南風原町 - 那覇市 - 浦添市                                         | 経塚、浦添市役所                                         |
| 北谷ライナー（カリー観光）             | 北谷ライナー（カリー観光）             | 北谷ライナー（カリー観光）             | 那覇空港                                  | ダブルツリーbyヒルトン沖縄北谷 | 那覇市 - 浦添市 - 宜野湾市 - 北谷町                                                    | サンエーパルコシティ                                     |
| パルコシティシャトルバス（カリー観光） | パルコシティシャトルバス（カリー観光） | パルコシティシャトルバス（カリー観光） | おもろまち 駅前広場                       | サンエーパルコシティ           | 那覇市 - 浦添市                                                                        | （サンエーパルコシティ のみ）                            |

### 道路
面積が小さいため主要道路の数は少ないが、その数少ない道路は那覇市と沖縄市、名護市などをつなぐ道路のため交通量が多く、渋滞が頻繁に発生する。特に浦添市中心部へ向かう大平ICの渋滞が著しかったが、2007年に国道330号（那覇方面）拡張により大平ICで分岐する車線が2車線増設され、解消される見込みである。
- E58沖縄自動車道
  - 西原IC（"西原"は隣町の西原町に近いのと、"浦添市西原"にあるから）
- 国道58号
  - 沖縄西海岸道路（宜野湾バイパス・浦添北道路）
- 国道330号（バイパス・西原バイパス（ここでさす"西原"も沖縄自動車道西原ICと同じ意味でつけられている））
- 沖縄県道38号浦添西原線（主要地方道・ここでの"西原"は西原町をさす）
- 沖縄県道153号線
- 沖縄県道241号宜野湾南風原線
- 沖縄県道251号那覇宜野湾線
- 沖縄県道253号浦西停車場線

なお、九州・沖縄地方における一般道路においての交通量の上位5位は以下の通りであり、上位3位は同市によって占められている（2005年）。
- 1位：浦添市牧港一丁目
- 2位：浦添市字勢理客
- 3位：浦添市字沢岻
- 4位：長崎市大黒町長崎駅前
- 5位：那覇市旭町

## 通信放送

### 郵便
- 浦添郵便局が市内全域の集配を受け持っているほか、2006年9月より西原町も浦添郵便局が受け持つようになった（それまでは西原郵便局が受け持っていた）。
- 郵便番号は901-21xx（浦添市一般）、901-25xx、901-26xx（以上浦添市の大口事業者用）、903-01xx（西原町一般）、903-02xx（西原町の大口事業者用）。

無集配局
- 浦添伊祖郵便局
- 浦添内間郵便局
- 浦添経塚郵便局

- 浦添城間郵便局
- 浦添勢理客郵便局
- 浦添西原郵便局

- 浦添前田郵便局
- 浦添牧港郵便局
- 浦添港川郵便局

- 浦添宮城郵便局
- 屋富祖郵便局

### 電話
市外局番は復帰前、もともと宜野湾市と同じ大謝名局の09で市内局番が7だったが、加入者数が多くなったため1971年にこれまでの大謝名局から那覇局の08に移り、市内局番の頭に7をつけて77となった。翌年1972年の本土復帰とともに市外局番が0988となった（市内局番の77はそのまま）。以降市内局番70番台は浦添市内に割り当てられていた。その後1990年に現在の098となり、市内局番は頭に8が加わり870番台が浦添市内に割り当てられていた。さらに1990年代末には942と9から始まる市内局番も登場し、現在市内では870-879と942などが市内局番として割り当てられている。なお、那覇市に近い沿岸部の一部では那覇市中心地で使用されている860-869と941などが使用されている。

### 放送
- 市南西部の小湾にFM沖縄の本社がある（送信所は南風原町）。かつては極東放送というAMラジオ局だった。
- コミュニティFM局のFM21が2002年に開局。市内一円を放送エリアとしているが、出力が20Wであるため隣接する那覇市首里・宜野湾市・西原町などでも受信可能。
- 市北西部の牧港の沖縄電力牧港火力発電所煙突部に宜野湾テレビ中継局（出力はアナログ10W、デジタル1W）が設置されており、牧港周辺や北隣の宜野湾市西部を主に放送エリアとしている。また市南西部に隣接する那覇市曙にも安謝テレビ中継局があり、映像出力0.1Wと微弱ながら市南西部で受信可能。その他の地域は豊見城市の親局の送信所から直接受信している。
- ケーブルテレビ局の沖縄ケーブルネットワーク（OCN）が市内一円をサービスエリアとしている。

## 健康

### 医療
- 社会医療法人仁愛会 浦添総合病院（伊祖4-16-1）
- 医療法人太平会
  - 嶺井第一病院（字大平446）
  - 嶺井第二病院（西原3-20-10）
  - 嶺井リハビリ病院（牧港3-1-10）
- 医療法人博愛会 牧港中央病院（字牧港1199）
- 医療法人八重瀬会 同仁病院（字城間2606）

### 福祉
- NPO法人ライフサポートてだこ（宮城3-13-12）

### 保健
- 浦添市保健相談センター（浦添市健康推進課）仲間1－8－1

## 名所・旧跡・観光スポット・祭事・催事

### 祭り
- てだこまつり

### 旧跡
- 浦添城址
- 浦添ようどれ
- 伊波普猷霊園
- 当山の石畳道
- 安波茶橋と石畳道
- 浦添貝塚
- 伊祖城跡
- 経塚の碑
- 伊祖の高御墓
- 牧港ティランガマ（洞窟）

### 施設
- 浦添市美術館 - 公式サイト
- 浦添市立図書館 - 公式サイト
- 浦添運動公園 - 公式サイト
- 浦添市温水プール - 公式サイト
- 国立劇場おきなわ - 公式サイト
- 浦添市産業振興センター・結の街 - 公式サイト
- 沖縄国際センター - 公式サイト
- アイム・ユニバースてだこホール(旧名称:浦添市てだこホール) - 公式サイト

### 催事
- 1月：浦添市成人式
- 2月：てだこウォーク、沖縄青少年科学作品展、浦添市小中学校音楽祭
- 3月：沖展、おきぎんカップバレーボールビッグリーグ
- 10月：てだこまつり
- 11月：浦添市文化祭、サントピア沖縄バレーボール大会

### 米軍基地
- 浦添市の西海岸は米軍基地によって占められている。牧港補給地区は騒音問題がない基地によるものか、行政の強い返還の意志がなかったが、都市の発展に伴い、西海岸地区の開発計画が持ち上がったため、現在は跡地利用計画などの返還を前提とした都市開発計画が立てられている。
- なお、1995年ごろに嘉手納基地以南の全米軍基地の返還が約束されたが、那覇港湾施設（那覇軍港）に関しては嘉手納以南である浦添への移転が計画された。規模は牧港補給地区の2%程であり、新たな埋立地への建設を予定していることから都市計画に影響が無く、市は移転受け入れを表明した。しかし、2007年に発表された米軍再編交付金では、受け入れ表明にもかかわらず初期段階では従来の10分の1しか交付金が支払われないことが判明し、問題となっている。

## スポーツチーム
- 沖縄電力硬式野球部 - 沖縄電力が保有する社会人野球の企業チーム

## 浦添市出身の人物

### 芸能
- 上原あや （D&D (音楽ユニット)元メンバー、Hipp's元メンバー。沖縄アクターズスクール出身者。）
- 仲間愛里紗（元Folder・元Folder5、シンガーソングライター）
- 宇沙美ゆかり（女優・歌手）
- 大村沙亜子（女優）
- かでかるさとし（タレント・歌手）
- 川満聡（タレント）[6]
- 魅川憲一郎（ものまねタレント）[6]
- 里（お笑い芸人：大自然）
- 儀間崇（ギター・歌手）（元MONGOL800）
- KEN（奥本健、歌手：DA PUMP）
- 澄月菜音　元宝塚歌劇団　花組
- 玉城裕規（俳優）
- 玉城ティナ（モデル・女優）[6][7]
- トム仲宗根（ベーシスト：ディアマンテス）
- 仲間由紀恵（女優）[7]
- マーキー（中村麻紀（旧姓：翁長）、歌手：元HIGH and MIGHTY COLOR）
- 猫柳ロミオ（お笑い芸人）
- 波照間てるこ。（元お笑い芸人）

### スポーツ

#### サッカー
- 砂川太志（元・松江シティFC）

#### バスケットボール
- 岸本行央（元・高松ファイブアローズ）
- 金城茂之（琉球ゴールデンキングス）[6]

#### ハンドボール
- 東江太輝（湧永製薬）
- 東江雄斗（大同特殊鋼）
- 東濱裕子（オムロン）
- 池原綾香（ニュークビン・ファルスター）
- 石川出（琉球コラソン）
- 内田武志（琉球コラソン）
- 大城章（ソニーセミコンダクタマニュファクチャリング監督）
- 儀間晴香（大阪ラヴィッツ）
- 佐久川かおり（元ハンドボール選手）
- 佐久川ひとみ（元ハンドボール選手）
- 棚原良（琉球コラソン）
- 田場裕也（元ハンドボール選手）
- 玉城慶也（トヨタ車体）
- 津波古駿介（豊田合成）
- 荷川取義浩（元ハンドボール選手、北國銀行監督）
- 東長濱秀作（琉球コラソン監督）
- 東長濱秀希（大崎電気）
- 村山裕次（琉球コラソン）
- 銘苅淳（北陸電力）
- 山田隼也（トヨタ自動車東日本）

#### 野球
- 親富祖弘也（元プロ野球選手）
- 島井寛仁（元プロ野球選手、東北楽天ゴールデンイーグルス）
- 友利結（元プロ野球選手、読売ジャイアンツ海外スカウト）
- 又吉亮文（プロ野球選手、琉球ブルーオーシャンズ）
- 又吉克樹（プロ野球選手、中日ドラゴンズ）
- 與座海人（プロ野球選手、埼玉西武ライオンズ）

#### その他
- 比嘉大吾（プロボクサー）[8]
- 内間康平（自転車競技選手）
- 仲里進（ウィルチェアーラグビー）
- 宮平保（中国武術）

### その他
- 儀間光男 （政治家）
- 又吉栄喜（小説家）
- 鶴渕さやか（フリーアナウンサー）
- 又吉千幸（アナウンサー）
- 宮城さつき（アナウンサー）
- 安里繁信（実業家）